# اماتان
اماتان (به اسپانیایی: Amatán) یک منطقهٔ مسکونی در مکزیک است که در چیاپاس واقع شده‌است.

## خصوصیات
اماتان ۱۰۹٫۳ کیلومترمربع مساحت و ۱۸٬۷۷۵ نفر جمعیت دارد.